# تیموتی برادلی
تیموتی برادلی (انگلیسی: Timothy Bradley؛ زادهٔ ۲۹ اوت ۱۹۸۳) بوکسور اهل ایالات متحده آمریکا است.